# Dolerus aericeps
Dolerus aericeps is een vliesvleugelig insect uit de familie van de bladwespen (Tenthredinidae). 

## Naamgeving
De wetenschappelijke naam van de soort is gepubliceerd in 1871 door de Zweedse entomoloog Carl Gustaf Thomson. 

## Kenmerken
Bij het vrouwtje is het mesonotum in ieder geval aan de zijlobben rood en met een zwart schildje. Vaak is de voorkwab rood, maar zwart is niet ongebruikelijk. De mesopleurae zijn in het midden sterk bekraterd. De buik is oranje met een zwarte basis. Het vrouwtje lijkt op Dolerus madidus en Dolerus triplicatus. Bij D. madidus en D. triplicatus zijn de poten helemaal zwart, terwijl bij D. aericeps de knieën rood zijn.
Bij het mannetje is de thorax (borststuk) helemaal zwart. De kop is bronsachtig. De knieën en het grootste deel van de lengte van de tibiae (schenen) zijn rood. Dolerus aericeps is een van de slechts twee Dolerus-soorten die van halverwege tot het einde van de zomer vliegend worden aangetroffen. Deze soort is het best te herkennen aan de genitaliën.

## Levenswijze
Larven voeden zich met paardenstaarten in vochtige gebieden. Het insect is op vleugel van mei tot september. 

## Verspreiding
Hij komt voor in Europa en Rusland.